# Hans Christian Nørregaard
Hans Christian Nørregaard (født 31. maj 1943 i Aabenraa, død 10. juli 2019) var en dansk forfatter og instruktør.
Hans Christian Nørregaard blev student fra Aabenraa Statsskole 1962. I gymnasietiden interviews med egne fotos af Louis Armstrong, John Coltrane, Eric Dolphy, Art Blakey, Sonny Rollins og andre betydelige jazzmusikere i bl.a. Jyllands-Posten. Dette felt blev senere fulgt op med radioportrætter af bluesmusikerne Bukka White, Big Joe Williams og Sonny Terry.

## Arbejdsliv
I 1969 bearbejdede Hans Christian Nørregaard DRs lydoptagelser fra den svenske troubadour Evert Taubes eneste koncert i Danmark nogensinde (27. oktober 1969 i Tivolis Koncertsal) til et forsvar for den aldrende, døve og halvsenile kunstner, der var blevet rakket ned i den samlede københavnerpresse, en pinlig begivenhed, der vedvarende udelades i samtlige svenske Taube-biografier og tilsvarende er fortrængt i Danmark.
Men allerede i 1964 havde Hans Christian Nørregaard for DR lavet sin første radioudsendelse om den tyske digter og dramatiker Bertolt Brechts danske eksil 1933-39, et tema, han tog op igen i den dramadokumentariske tv-montage Stenfiskeren (1972) med Ove Sprogøe som Brecht, og som han afrundede i 1998 med den knap to timer lange tv-dokumentarfilm Under stråtaget.
1965-66 stipendiat ved Freie Universität i Vestberlin. Anmeldelser og interviews for DR om væsentlige teaterbegivenheder i Øst- og Vestberlin, især koncentreret omkring Berliner Ensemble og Deutsches Theater. I 1967 dækkede Hans Christian Nørregaard det spirende studenteroprør, drabet på Benno Ohnesorg den 2. juni og lavede det eneste danske radiointerview med studenterlederen Rudi Dutschke før skudattentatet på ham. Venskab med digteren og sangskriveren Wolf Biermann samme år.
1968 engagerede TV-Kulturafdelingen Hans Christian Nørregaard til to udsendelser om kulturlivet i Øst- og Vesttyskland. Sammen med medtilrettelæggeren Erik Drehn-Knudsen lykkedes det ham illegalt at gennemføre de eneste eksisterende professionelle filmoptagelser med Biermann og dissidenten, professor Robert Havemann i Grünheide uden for Østberlin, hvor Havemann siden blev holdt i husarrest til sin død i 1982. Biermann sang bl.a. ”Drei Kugeln auf Rudi Dutschke” og ”Noch”. For HCN førte denne ”konspirative virksomhed” til tre års indrejseforbud i DDR 1970-1973. Erfaringerne fra dengang blev efterbehandlet i tv-essayet Sprækker i muren i 1999.
Efter en pause vendte han tilbage til DDR i 1976 og tilrettelagde en tv-film om og med den legendariske kommunistiske skuespiller og sanger Ernst Busch (1900-1980) Sådan gik min tid på jorden, der har været sendt over ti gange i seks forskellige lande.  Efter Berlinmurens fald har Hans Christian Nørregaard været aktiv i Ernst-Busch-Gesellschaft og deltog i den forbindelse bl.a. i et internationalt videnskabeligt-kunstnerisk kolloqvium, afholdt i samarbejde med Humboldtuniversitetet i 2000.

### Dramatiker
Hans Christian Nørregaard havde debut som selvstændig tv-dramatiker med Lady Madonna (1972), der blev antaget, men af udefra kommende årsager ikke produceret. Produktionen af hovedværket Grænser 1-5 (1979) om en sønderjysk købstad i årene 1933-45, ligeledes købt og betalt af TV-Teaterafdelingen, blokerede HCN selv på grund af ubillig konkurrence fra TV-Underholdningsafdelingens ”Matador”, der blev produceret samtidig og dækkede samme periode.
Af gennemførte produktioner kan dog nævnes Evighedens frø (1975) om H.C.Andersens sidste år med Preben Lerdorff Rye i hovedrollen, Måneskin (1979) efter et forlæg af Franz Xaver Kroetz og Cecilia (1991), en fri bearbejdelse af Blichers ”Hosekræmmeren”, hvor den tidligere grandprix-sangerinde Trine Dyrholm debuterede i titelrollen som seriøs skuespiller.
Hans Christian Nørregaard var dramaturgisk konsulent ved TV-Teatret/TV-Drama 1978-2000. Han har lavet portrætudsendelser med Bodil Kjer, Klaus Rifbjerg og Nils Malmros og en serie meget sete programmer om danske underholdningskoryfæer fra Osvald Helmuth til Kim Larsen.

### Skribent
Hans Christian Nørregaards årelange studier af Bertolt Brecht, hans tid og værker har udmøntet sig i utallige videnskabelige publikationer.  I 1986 skrev han om Brecht og hans kreds (komponisten Hanns Eisler, filosoffen Walter Benjamin og politologen Karl Korsch)
i På flugt fra nazismen. Tysksprogede emigranter i Danmark fra 1933 (rev.  tysk udgave 1993). Artikler på tysk og engelsk i Text & Kontext, The Brecht Yearbook, Augsburger Brecht Briefe, Dreigroschenheft og Theater der Zeit bl.a. om skuespillet ”Leben des Galilei”, Brechts medarbejdere Ruth Berlau og Margarete Steffin og hans hidtil ukendte breve til kritikeren Svend Borberg. Dertil kommer deltagelse i seminarer i  Literaturforum im Brecht-Haus Berlin og konsulentvirksomhed for Suhrkamp Verlag. HCN har ledet oversættelsesarbejdet af Brecths "Svendborgdigte" (Forlaget Multivers 2017) og forsynet bogen med en fyldig efterskrift.
Hans Christian Nørregaard beskæftigede sig i de senere år, bl.a. i Weekendavisen, med tvetydige kulturpersonligheder fra Det Tredje Rige som teatermanden Gustaf Gründgens og maleren Emil Nolde.